# Альмлёф-Хольмстрём, Инга

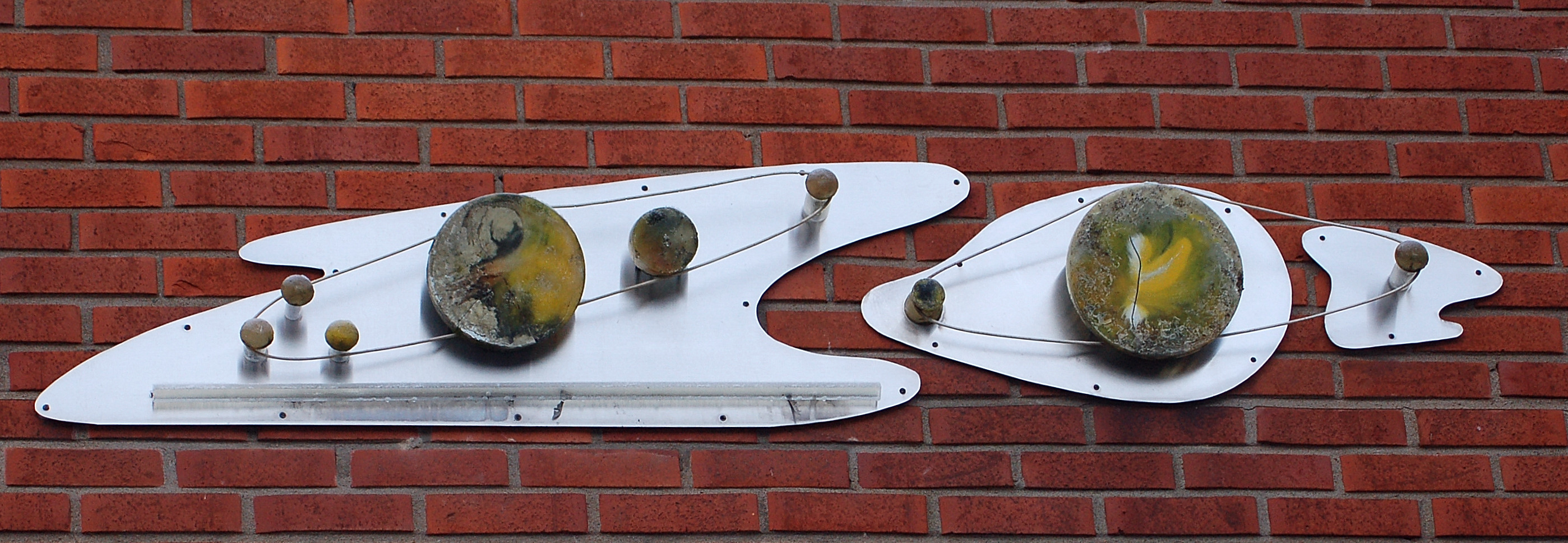
Декор здания в Карлстаде работы Альмлёф-Хольмстрём

Инга Альмлёф-Хольмстрём (швед. Inga Almlöf-Holmström; 1925—2000) — шведская художница.

## Биография
Родилась в 1925 году в приходе Trollhättan в семье Эрика Альмлёфа (Erik Almlöf) и его жены Веры Лёвендаль (Vera Löwendahl).
Обучалась живописи у шведского художника Стаффана Халлстрёма в художественной школе города Герлесборг.
Помимо собственно занятий живописью Инга работала и преподавателем. В качестве иллюстратора она проиллюстрировала книгу Эльзы Линдског «Pilgrimsleden vid Klarälven». Также занималась оформительской работой на общественных зданиях.
Работы художницы представлены, в частности, в музее Värmlands Museum и в Государственном художественном совете при Министерстве культуры Швеции.
Умерла в 2000 году в Кристинехамне.
Была замужем за школьным директором Карлом Акселем Хольмстрёмом (Carl Axel Holmström).